# Lepidium ferganense
Lepidium ferganense là một loài thực vật có hoa trong họ Cải. Loài này được Korsh. mô tả khoa học đầu tiên năm 1898.